# 1923年オーストラレーシアン選手権
1923年 オーストラレーシアン選手権（1923ねんオーストラレーシアンせんしゅけん、1923 Australasian Championships）に関する記事。オーストラリア・ブリスベン市内にある「ミルトン・テニスクラブ」にて開催。

## 大会の流れ
- 1926年まで、大会名称は「オーストラレーシアン選手権」（Australasian Championships）という名前であった。「オーストラリア選手権」（Australian Championships）の名称になるのは、1927年以後である。
- 当時の全豪テニス選手権は、毎年の開催都市を回り持ちしていたが、ブリスベンでの開催はこの年を最後にしばらく中断された。全豪選手権がブリスベンに戻るのは、33年後の1956年になってからである。
- 初期の全豪選手権のように、外国人出場者が少なかった時期は、地元オーストラリア人選手の国旗表示を省略する。

## 大会経過

### 男子シングルス
準々決勝
- パット・オハラウッド vs. コリー　6-0, 6-4, 6-1
- E・ジョーダン vs. L・オクセンハム　5-7, 3-6, 6-3, 6-4, 7-5
- ホーレス・ライス vs. C・ファーガソン　6-2, 6-2, 6-2
- バート・セント・ジョン vs. ダドリー・ブーロー　6-4, 6-2, 6-2

準決勝
- パット・オハラウッド vs. E・ジョーダン　6-1, 6-1, 6-1
- バート・セント・ジョン vs. ホーレス・ライス　9-7, 3-6, 7-5, 6-3

### 女子シングルス
準々決勝
- マーガレット・モールズワース vs. A・ベル　6-2, 6-1
- シルビア・ランス vs. ローズ　6-0, 6-4
- ヘイメン vs. ジェシー・ワトソン　7-5, 8-6
- エスナ・ボイド vs. ミッチェル　6-1, 6-3

準決勝
- マーガレット・モールズワース vs. シルビア・ランス　3-6, 6-4, 8-6
- エスナ・ボイド vs. ヘイメン　6-2, 6-2

## 決勝戦の結果
- 男子シングルス：パット・オハラウッド vs. バート・セント・ジョン　6-1, 6-1, 6-3
- 女子シングルス：マーガレット・モールズワース vs. エスナ・ボイド　6-1, 7-5
- 男子ダブルス：パット・オハラウッド＆バート・セント・ジョン vs. ホーレス・ライス＆ダドリー・ブーロー　6-4, 6-3, 3-6, 6-0
- 女子ダブルス：エスナ・ボイド＆シルビア・ランス vs. マーガレット・モールズワース＆H・ターナー　6-1, 6-4
- 混合ダブルス：ホーレス・ライス＆シルビア・ランス vs. バート・セント・ジョン＆マーガレット・モールズワース　2-6, 6-4, 6-4